# Sofia Kovalévskaya (botánica)
Sofia Kovalévskaya (en ruso: София Ковалевская, 1929) es una naturalista rusa.

## Algunas publicaciones
- s.s. Kovalevskaja, m.n. Abdullaeva. 1971. Opredelítel rasteniy Sredney Ázii: kritícheskiy konspekt flory

- s.s. Kovalevskaja, a.i. Vvedenskij. 1968. Conspectus florae Asiae mediae. Ed. Academiae Scientiarum USSR

- La abreviatura «Kovalevsk.» se emplea para indicar a Sofia Kovalévskaya como autoridad en la descripción y clasificación científica de los vegetales.[2]